# Батов Павло Іванович
Павло́ Іва́нович Ба́тов (20 травня (1 червня) 1897 — 19 квітня 1985) — радянський військовий діяч, двічі Герой Радянського Союзу (1943, 1945), генерал армії (1955). Батов брав участь у Першій світовій та громадянській війні, учасник громадянської війни в Іспанії 1936—1939 рр., вторгнення СРСР до Польщі, радянсько-фінської війни 1939—1940 рр. У період німецько-радянської війни був заступником командувача та командувачем армії. Війська, керовані Батовим, відзначилися в боях за Сталінград, при звільненні України, Білорусі та ін.
Після війни Батов — командувач військами Прибалтійського, Прикарпатського військового округу та Південної групи військ. У 1962—1965 рр. був начальником штабу Об'єднаних Збройних сил держав Варшавського договору. З 1965 р. — голова Радянського комітету ветеранів війни. Депутат Верховної Ради СРСР 1-2-го та 4-6-го скликань. Член ЦК КПУ в 1956—1960 роках.

## Біографія

### Ранні роки і початок військової кар'єри
Народився 20 травня (1 червня) 1897 року в селі Фелісово Рибинського повіту Ярославської губернії Російської імперії (нині Рибинського району Ярославської області РФ) в бідній селянській родині.
Закінчив двокласну сільську початкову школу. З 13 років жив у Санкт-Петербурзі, де найнявся на роботу в торговий дім братів Леонових, а потім працював вантажником і рознощиком покупок-замовлень по квартирах заможних городян, займався самоосвітою. Екстерном склав іспити за 6 класів.
У листопаді 1915 року був призваний до лав Російської імператорської армії. З 1916 року брав участь у бойових діях на Північному фронті Першої світової війни. За відзнаку в боях був нагороджений двома Георгіївськими хрестами та медалями. Восени 1916 року був поранений. У 1917 році був демобілізований в чині молодшого унтер-офіцера.
У 1918 році призваний до лав Червоної армії. Брав участь у придушенні антирадянських повстань і заколотів в Рибинську, Ярославлі і Пошехоньї. З 1919 року служив на посадах помічника командира і командира стрілецької роти.

### Міжвоєнний період
Служив на командних постах у 18-й стрілецькій дивізії та Московській Пролетарській стрілецькій дивізії.
Член ВКП(б) з 1929 року.
З грудня 1936 по серпень 1937 р. під псевдонімом Пабло Фріц перебував у відрядженні в Іспанії, де на боці республіканців брав участь у боротьбі проти франкістських бунтівників. Займав посаду військового радника, був важко поранений.
Після повернення з Іспанії був нагороджений орденами Леніна і Червоного Прапора. У серпні 1938 року був призначений на посаду командира 3-го стрілецького корпусу. Учасник вторгнення СРСР до Польщі та Радянсько-фінської війни.
У березні 1940 року був призначений на посаду командира Особливого стрілецького корпусу, дислокованого на Карельському перешийку, у квітні 1940 року — на посаду заступника командувача військами Закавказького військового округу, в листопаді 1940 року — на посаду командира 9-го особливого стрілецького корпусу в Криму, а 20 червня 1941 — одночасно на посаду командувача сухопутними військами в Криму.

### Друга світова війна
На початку війни Павло Батов організував протидесантних оборону Кримського півострову, брав участь у підготовці Керченсько-Феодосійської операції, воював на Брянському фронті.
Наприкінці грудня 1941 року Батов був призначений командувачем 3-ї армії на Брянському фронті. Армія складалася в цей час з п'яти стрілецьких дивізій і займала оборону на схід від Орла на рубежі річки Зуша. З січня по лютий 1942 року 3-тя армія здійснила ряд наступальних операцій, але понесла великі втрати і не добилася успіху.
У лютому 1942 року Павло Батов був звільнений з посади командувача 3-ї армії і призначений виконуючим обов'язки помічника командувача Брянським фронтом по формуваннях. Через відсутність інших джерел поповнення, у завдання Батова входила перевірка фронтових тилів для виявлення можливості поповнення бойових підрозділів, в результаті чого в тилах фронту, армій і дивізій було зібрано кілька тисяч бійців, які без шкоди для діяльності тилових служб могли бути спрямовані в бойові порядки.
Під час Сталінградської битви у 1942 році Батов був призначений командувачем 4-ї танкової армії в складі Донського фронту (командувач К. К. Рокоссовський). 22 жовтня 1942 року 4-та танкова армія була перетворена в 65-ту армію.
19 листопада 1942 року війська у складі Донського і Південно-Західного фронтів перейшли в наступ. Під кінець першого дня наступу 65-та армія просунулася вперед на 5-8 км, але не змогла повністю прорвати першу смугу оборони противника. Щоб збільшити темп наступу Батов вирішив з усіх танків, наявних в армії і кількох стрілецьких підрозділів на машинах, створити рухливу ударну групу. Розрахунок командарма повністю виправдав себе. За першу ж добу рухливий загін просунувся вглиб німецької оборони на 23 км. Відчувши загрозу охоплення, противник послабив опір в смузі наступу армії, чим скористалися ударні дивізії і, захопивши низку великих вузлів опору, стали швидше наступати, чому сприяла і рухлива група, завдаючи ударів у фланг і тил противника. Для більш оперативного управління військами командувач армією майже весь час з 20 по 23 листопада з невеликою групою офіцерів проводив у частинах, які вели бої.
Незабаром 65-та армія під командуванням Павла Батова брала участь в оточенні і знищенні німецького угруповання.
Під час Курської битви 65-та армія вела оборонні дії на виступі проти 20-го армійського корпусу в районі Севська. З 26 серпня по 30 вересня 65-та армія під командуванням П. І. Батова брала участь у Чернігівсько-Прип'ятській операції, а також у форсуванні річки Десни, звільнення Новгород-Сіверського, пройшовши в ході наступу близько 300 кілометрів форсувала Дніпро і захопила плацдарм на його правому березі в районі Лоєва. У битві за Дніпро армія зазнала значних втрат в особистому та командному складі.
За успішне форсування річки Дніпро, міцне закріплення плацдарму на західному березі річки і проявлені при цьому відвагу і героїзм генерал-лейтенанту Батову Павлу Івановичу присвоєне звання Герой Радянського Союзу (30 жовтня 1943).
У 1944 році 65-та армія під командуванням П. І. Батова брала участь у Гомельсько-Речицькій, Калинковицько-Мозирській, Бобруйській і Люблін-Берестейській наступальних операціях, звільняючи Білорусь від німецьких загарбників.
У 1945 році армія брала участь у Вісло-Одерській, Східно-Прусській, Східно-Померанській і Берлінській наступальних операціях.
Другою медаллю «Золота Зірка» генерал-полковник Павло Іванович Батов був нагороджений 2 червня 1945 за зразкове керівництво військами в Білоруській операції, при форсуванні Вісли, штурмі Данцига та оволодінні Штеттіном.

## Післявоєнний період
Після війни був призначений на посаду командувача 7-ї механізованої армії, а в жовтні 1946 року — на посаду командира 7-ї окремої танкової дивізії, а незабаром був направлений на навчання на Вищі академічні курси при Вищій Військовій академії ім. Ворошилова, після закінчення яких у березні 1950 року був призначений на посаду командувача 11-ю гвардійською армією, в червні 1954 року — на посаду першого заступника головнокомандувача Групою радянських військ у Німеччині, в березні 1955 — на посаду командувача військ Прикарпатського військового округу, а в квітні 1958 року — на посаду командувача військ Прибалтійського військового округу.
Генерал армії Павло Іванович Батов в листопаді 1959 року був призначений на посаду старшого військового радника в Народно-Визвольної армії Китаю, в січні 1961 року — на посаду військового інспектора-радника Групи генеральних інспекторів Міністерства оборони СРСР, в серпні того ж року — на посаду командувача Південної групи військ, у вересні 1962 року — на посаду першого заступника начальника Генерального штабу Збройних сил СРСР — начальника штабу Об'єднаних Збройних сил держав — учасниць Варшавського Договору, в жовтні 1965 року — знову на посаду військового інспектора-радника Групи генеральних інспекторів Міністерства оборони СРСР, а в 1970 році — на посаду голови Радянського комітету ветеранів війни.
Генерал армії Павло Іванович Батов помер 19 квітня 1985 року в Москві.

## Нагороди

### Російська імперія
- Георгіївський хрест 3-го ступеня
- Георгіївський хрест 4-го ступеня
- Георгіївська медаль 3-го ступеня
- Георгіївська медаль 4-го ступеня

### СРСР
- Двічі Герой Радянського Союзу (30 жовтня 1943, 2 червня 1945);
- 8 орденів Леніна;
- орден Жовтневої Революції;
- 3 ордени Червоного прапора;
- 3 ордени Суворова 1-го ступеня;
- орден Кутузова 1-го ступеня;
- орден Богдана Хмельницького (СРСР) 1-го ступеня;
- Орден «Знак Пошани»;
- Почесна зброя із золотим зображенням Державного герба СРСР (1968);
- Медалі.

### Іноземні нагороди
- Орден Відродження Польщі
- Virtuti Militari (Польща)
- Хрест Грюнвальда
- Орден Британської імперії
- 2 ордена Народної Республіки Болгарія
- Орден Сухе-Батора (Монголія)
- Орден Тудора Владимиреску 1-го ступеня (Румунія)
- Орден «За заслуги перед Вітчизною» (НДР)